# Spektroskopia magnetycznego rezonansu jądrowego

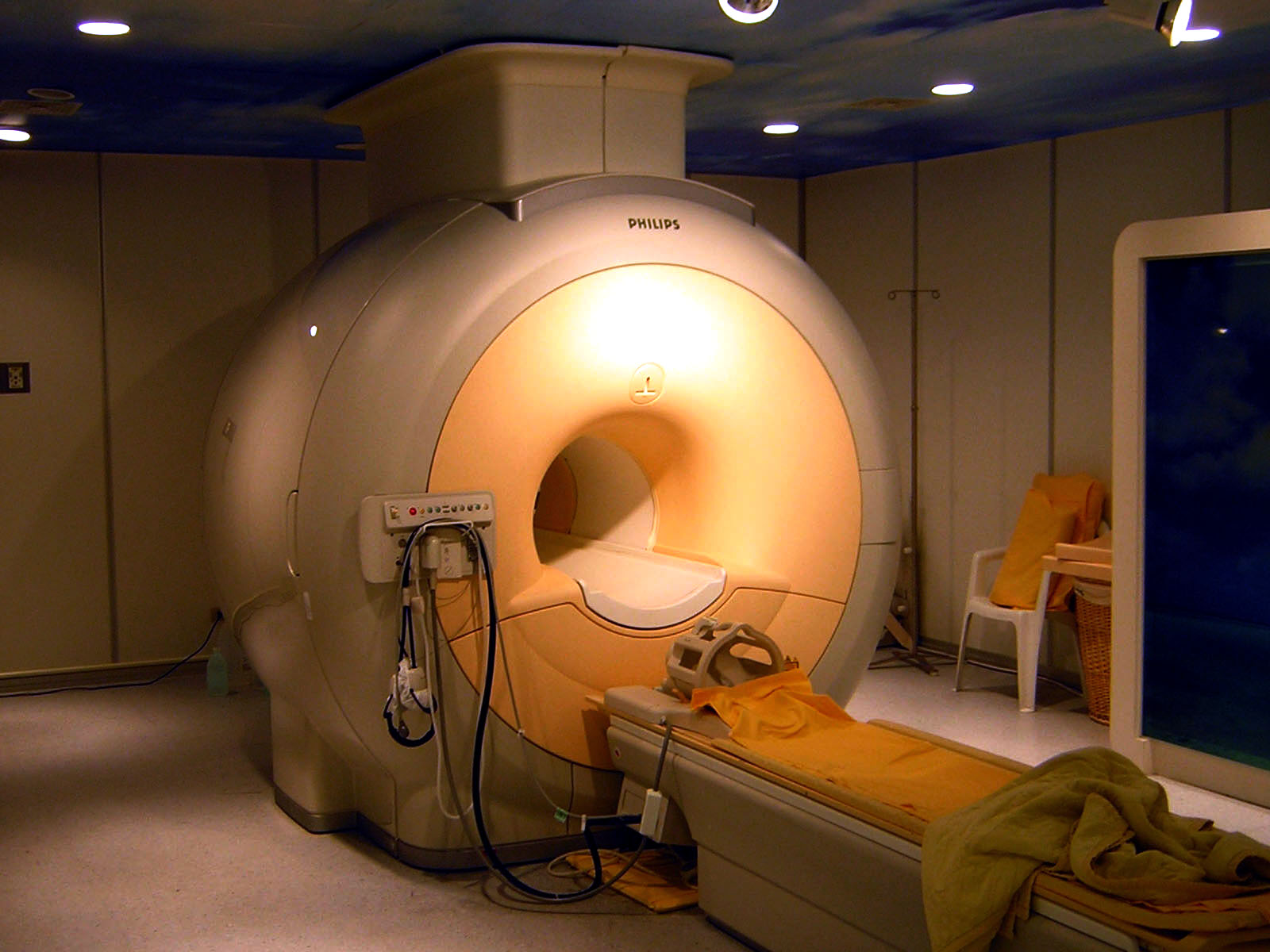
Aparat MRI

Animowana sekwencja przekrojów strzałkowych ludzkiego mózgu wykonana techniką MRI

Spektroskopia magnetycznego rezonansu jądrowego, spektroskopia MRJ, spektroskopia NMR (skrótowiec z ang. nuclear magnetic resonance) – technika spektroskopowa obserwacji lokalnych pól magnetycznych wokół jąder atomowych. Próbkę umieszcza się w polu magnetycznym, a sygnał NMR wytwarza się przez wzbudzenie próbki za pomocą fal radiowych w magnetycznym rezonansie jądrowym, który jest wykrywany przy użyciu czułych odbiorników radiowych. Wewnątrzcząsteczkowe pole magnetyczne wokół atomu w cząsteczce zmienia częstotliwość rezonansową, dając w ten sposób informację o szczegółach struktury elektronowej cząsteczki i jej poszczególnych grup funkcyjnych. Ponieważ pola są unikalne i wysoce charakterystyczne dla poszczególnych związków, w nowoczesnej praktyce chemii organicznej spektroskopia NMR jest rozstrzygającą metodą identyfikacji związków organicznych. Podobnie biochemicy używają NMR do identyfikacji białek i innych złożonych cząsteczek (relaksometria). Oprócz identyfikacji, spektroskopia NMR dostarcza szczegółowych informacji o strukturze, dynamice, stanie reakcji i środowisku chemicznym cząsteczek. Najbardziej rozpowszechnionymi typami NMR są spektroskopia protonowa i węglowa-13 NMR, ale ma ona zastosowanie do dowolnego rodzaju próbki zawierającej jądra posiadające niezerowy moment magnetyczny.
Technika jest jedną z najczęściej stosowanych obecnie technik spektroskopowych w chemii i medycynie.
Poza MRJ i NMR inne stosowane skróty w literaturze to: RM (rezonans magnetyczny), MR (ang. magnetic resonance) i MRI (ang. magnetic resonance imaging), często w znaczeniu „obrazowanie metodą rezonansu magnetycznego”.

## Zastosowania
W biochemii wykorzystuje się tę metodę do oznaczania zawartości wody i suchej substancji w produktach spożywczych. Wykorzystuje ona zjawisko pochłaniania energii pola elektromagnetycznego w zakresie fal radiowych przez jądra atomów wodoru (z wody) znajdujących się w badanym materiale. Metoda NMR jest jedną z dokładniejszych metod, dzięki której możemy otrzymać najwięcej powtarzających się wyników. Nadaje się ona do oznaczania zawartości wody w przedziale od 3 do 100%.
W medycynie zjawisko rezonansu magnetycznego stosuje się w jednej z technik tomograficznych, którą nazywa się obrazowaniem metodą rezonansu magnetycznego.

## Podstawy fizyczne
Niezerowy spin jądrowy s mają praktycznie wszystkie atomy o nieparzystej liczbie nukleonów (np. wodór 1H, węgiel 13C, azot 15N, tlen 17O, fluor 19F, sód 23Na i fosfor 31P). Nukleony o parzystej liczbie zarówno protonów jak i neutronów (np. węgiel 12C, tlen 16O, krzem 28Si czy siarka 32S) mają spin jądrowy dokładnie równy 0 (z powodu korzystnego energetycznie dla jądra zjawiska znoszenia się spinów). W bardzo dużym uproszczeniu spin jądrowy można sobie wyobrazić jako rotację jądra wokół własnej osi. Jest on związany z wewnętrznym momentem pędu jądra.
Podstawą zjawiska NMR jest oddziaływanie momentów magnetycznych jąder z wirującym polem magnetycznym w obecności stałego pola magnetycznego:
- stałe pole magnetyczne, które jest wytwarzane przez magnesy,
- wirujące pole magnetyczne o płaszczyźnie rotacji prostopadłej do osi stałego pola magnetycznego i ściśle określonej częstotliwości – szybkości rotacji (jego źródłem jest fala elektromagnetyczna – oscylujące pole magnetyczne fali elektromagnetycznej jest złożeniem dwóch wirujących w przeciwnych kierunkach pól magnetycznych),

Według mechaniki kwantowej cząstka obdarzona spinem o wartości 1/2 może przyjąć jedną z dwóch pozycji względem dowolnego kierunku: np. zgodnie ze zwrotem wektora indukcji pola magnetycznego lub przeciwnie, energia cząstki w tych stanach jest różna, jeśli cząstka posiada niezerowy moment magnetyczny. W temperaturze różnej od zera bezwzględnego cząstki zajmują oba stany z różnym prawdopodobieństwem opisanym rozkładem Boltzmanna. W temperaturze pokojowej, w stanie równowagi termodynamicznej, prawdopodobieństwo zajęcia stanu o mniejszej energii jest tylko nieznacznie większe (ok. 1 na 100 tys.). Ta nieznaczna różnica w liczbie obsadzeń powoduje powstanie makroskopowego namagnesowania.
Dodatkową wielkością, która służy do opisu zjawiska NMR, jest precesja Larmora, będąca ruchem wektora magnetyzacji wokół kierunku pola magnetycznego. Fenomenologiczny opis ruchu wektora magnetyzacji opisany został w 1946 roku przez jednego z dwóch odkrywców NMR Felixa Blocha (równania Blocha).
Częstość obrotu momentu magnetycznego jest proporcjonalna do wartości stałego pola magnetycznego a współczynnikiem proporcjonalności jest tzw. współczynnik magnetogiryczny (giromagnetyczny). Częstość Larmora dana jest zależnością {\displaystyle \omega _{L}=-\gamma B.}
Aby zmienić stan momentu magnetycznego, wprowadza się zmienne pole magnetyczne o częstości równej precesji Larmora i skierowane w kierunku prostopadłym do stałego pola magnetycznego. Rezonans polega na tym, że częstości Larmora (zależna od własności cząstki i stałego pola magnetycznego) i pola wirującego są równe lub z punktu widzenia cząstki, tylko dla częstości rezonansowej wirującego pola „widzi” ona dodatkowe statyczne pole, tzw. pole efektywne, dookoła którego również zaczyna się kręcić (w wirującym własnym układzie odniesienia cząstki pojawia się słabe statyczne pole magnetyczne – moment magnetyczny cząstki zaczyna wirować z małą prędkością proporcjonalną do wielkości pola). Ze względu na fakt, że wirujące pole jest bardzo słabe w stosunku do pola stałego częstość precesji jest w zakresie kilku kHz.
W ten oto sposób można zmienić orientację spinu, a tym samym kierunek całej magnetyzacji – jednak ze względu na skalę efektu NMR jest to zmiana niezwykle mała. Rejestracja sygnału NMR polega na obróceniu magnetyzacji na płaszczyznę, w której znajduje się cewka odbiorcza (płaszczyzną detekcji jest płaszczyzna prostopadła do pola stałego). Obracająca się w płaszczyźnie detekcji magnetyzacja indukuje w cewce prąd, który może być zarejestrowany przez aparaturę. Sygnały NMR są niezwykle słabe.
Historyczna już metoda NMR, tzw. metoda fali ciągłej (ang. Continuous Wave – CW), obserwowała jedynie absorpcję pola o częstościach radiowych, w tym celu płynnie zmieniano pole magnetyczne przy stałej częstotliwości pola radiowego (lub odwrotnie). Współczesne metody impulsowe stosują krótkie impulsy pola, nazywane potocznie radioimpulsami. Najczęściej stosuje się częstotliwości radiowe w zakresie od 16 MHz do 1 GHz. Dla protonów w izotopie 1H umieszczonych w polu magnetycznym B = 1 T radioimpuls ma częstotliwość około 40 MHz.
Najczęstsze radioimpulsy to {\displaystyle \pi /2} i {\displaystyle \pi .} Obracają one magnetyzację o kąty odpowiednio 90 i 180° w stosunku do osi stałego pola. Radioimpuls 90° zamienia populacje w koherencje, ponieważ spiny znajdują się w płaszczyźnie XY. Radioimpuls 180° odwraca stosunek obsadzeń populacji, a spiny i magnetyzacja skierowane odwrotnie do zwrotu stałego pola magnetycznego.
Cewka nadawczo-odbiorcza spektroskopu umożliwia rejestrację sygnału zaniku swobodnej precesji (ang. Free Induction Decay – FID), który niesie w sobie informację przede wszystkim o różnych częstościach precesji Larmora, które to uzyskuje się wprost z transformacji Fouriera sygnału zaniku swobodnej precesji.
Widmo sygnału FID niesie również informację o oddziaływaniach spinowych oraz o procesach relaksacji (pośrednio o dynamice molekularnej). Oddziaływania spinowe to przede wszystkim oddziaływania spinów jądrowych z dodatkowym polem magnetycznym, zmieniającym warunki rezonansowe w poszczególnych obszarach próbki. Dodatkowe pole, tzw. pole lokalne, wytworzone jest przez obsadzone orbitale elektronowe (przesunięcie chemiczne) oraz na skutek oddziaływań spinów z otoczeniem, którymi są sąsiadujące spiny. Stąd też duże znaczenie NMR w chemii. Do najważniejszych oddziaływań spinowych zaliczamy: pośrednie oddziaływanie spinów jądrowych poprzez wiązanie chemiczne (polaryzacja spinów elektronowych) tzw. oddziaływanie skalarne, oddziaływanie bezpośrednie oddziaływanie spin-spin i kilka innych, znacznie słabszych oddziaływań.
Sygnał FID (zaniku swobodnej precesji) zanika głównie na skutek procesów relaksacyjnych. Podstawowe procesy relaksacji to tzw. relaksacja typu spin-spin (relaksacja poprzeczna) oraz relaksacja typu spin-sieć (relaksacja podłużna). Za zanik magnetyzacji ze stałą czasową relaksacji podłużnej odpowiadają w głównej mierze niejednorodności pola magnetycznego, procesy transportu oraz procesy wymiany chemicznej. Relaksacja poprzeczna to powrót układu spinów do równowagi termodynamicznej, opisanej statystyką Boltzmanna.
Dzięki obrazowaniu MRI (ang. Magnetic Resonance Imaging), NMR jest dzisiaj podstawową metodą diagnostyczną. Podstawą obrazowania jest wykorzystanie tzw. gradientów pola magnetycznego, które różnicują stałe pole wewnątrz obrazowanego obiektu. Zróżnicowanie pola i radioimpulsy o odpowiednio dobranym widmie, pozwalają na spełnienie selektywnych warunków rezonansowych i rejestrację sygnału z wybranych fragmentów obiektu.

## Przesunięcie chemiczne
W przypadku substancji składającej się wyłącznie z jednego rodzaju atomów – np. gazowego wodoru, generowane w warunkach eksperymentu NMR widmo promieniowania elektromagnetycznego składa się zazwyczaj z jednej ostrej linii, bo wszystkie jądra są jednakowe i znajdują się w tym samym polu magnetycznym.
W przypadku substancji składającej się z bardziej złożonych cząsteczek np. etanolu, różne atomy wodoru obecne w tej cząsteczce będą wysyłały promieniowanie elektromagnetyczne o nieco innej częstotliwości. Wynika to z efektu ekranowego elektronów znajdujących się wokół tych jąder. Elektrony są również w stałym ruchu i także są obdarzone ładunkiem elektrycznym, dlatego ich ruch generuje pole magnetyczne, o innej biegunowości niż zewnętrzne pole magnetyczne generowane przez aparat NMR.
W rezultacie jądra atomów znajdują się faktycznie w nieco innym polu, niż to generowane przez aparat NMR. Polu będącym wypadkową pola aparatu i pola generowanego przez elektrony. To wypadkowe pole jest różne dla każdego z jąder atomów tworzących daną cząsteczkę, bo wokół każdego z nich jest inny zbiór elektronów, wynikający z układu wiązań chemicznych. Powoduje to, że ten sam rodzaj jąder (np. wodoru), ale umieszczonych w innych miejscach cząsteczki, generuje w warunkach NMR promieniowanie elektromagnetyczne o nieco innej częstotliwości, i w rezultacie w widmie otrzymuje się zbiór ostrych sygnałów, których liczba odpowiada liczbie różnych chemicznie atomów występujących w danej cząsteczce. Jądra magnetyczne w cząsteczce absorbujące promieniowanie o tej samej częstotliwości nazywane są jądrami równocennymi chemicznie.
Położenie sygnału w widmie NMR jest określane za pomocą tzw. przesunięcia chemicznego. Przesunięcie chemiczne {\displaystyle \delta } jest podzieloną przez częstotliwość nośną spektrometru NMR {\displaystyle \nu _{\mathrm {NMR} }} i pomnożoną przez czynnik 106 różnicą między częstotliwością absorpcji danego typu jąder chemicznych w substancji badanej {\displaystyle \nu _{X(\mathrm {s} )}} a częstotliwością absorpcji tych jąder w substancji wzorcowej {\displaystyle \nu _{X(\mathrm {w} )}{:}}
{\displaystyle \delta ={\frac {\nu _{X(\mathrm {s} )}-\nu _{X(\mathrm {w} )}}{\nu _{\mathrm {NMR} }}}\cdot 10^{6}.}
Przesunięcia chemiczne w NMR wyraża się w ppm.
Zakresy wartości przesunięć chemicznych odpowiadające absorpcji przez jądra znajdujące się w otoczeniu określonych grup chemicznych są stabelaryzowane. Porównanie zarejestrowanych przesunięć chemicznych z wartościami tablicowymi umożliwia identyfikację struktury chemicznej badanego związku.
Substancja wzorcowa w spektroskopii NMR powinna być niereaktywna, tania, powinna absorbować promieniowanie elektromagnetyczne w zakresie, w którym nie absorbują go substancje badane i dobrze rozpuszczać się w rozpuszczalnikach stosowanych do pomiarów. Substancją wzorcową w przypadku spektroskopii ¹H NMR i 13C NMR jest tetrametylosilan Si(CH3)4 (TMS).
Protonowe widma NMR (¹H NMR) zapisuje się w tzw. skali {\displaystyle \delta ,} której zerem jest absorpcja protonów tetrametylosilanu, przy czym widma rysuje się tak, że przesunięcia chemiczne zmniejszają się od lewej do prawej strony widma (duże wartości {\displaystyle \delta } są po lewej stronie widma, a zero po prawej). Patrząc od lewej do prawej strony widma, rośnie ekranowanie jąder magnetycznych (im bardziej w prawo, tym jądra te są silniej „przesłaniane” przez elektrony). Dawniej stosowano również inną skalę, tzw. skalę {\displaystyle \tau ,} której wartości (również wyrażane w ppm) rosły od lewej do prawej strony widma, a protony TMS w tej starej skali absorbowały przy 10 ppm:
{\displaystyle \tau =10-\delta .}
Obecnie skala τ praktycznie nie jest już stosowana, można ją jednak spotkać w większości prac z lat 60. XX wieku.

## Stałe sprzężeń
Przesłanianie jąder magnetycznych przez elektrony nie jest jedynym czynnikiem wpływającym na kształt widma NMR. Drugim bardzo istotnym czynnikiem są oddziaływania między sąsiadującymi jądrami, tzw. sprzężenia spinowo-spinowe. Charakteryzowane są one tzw. stałymi sprzężeń J (wyrażane w Hz). Podając stałą sprzężeń, podaje się zwykle liczbę wiązań oddzielających sprzęgające się jądra oraz rodzaj jąder. I tak na przykład zapis 3JCC oznacza stałą sprzężenia przez trzy wiązania między dwoma jądrami węgla (izotop 13C). Stałe sprzężeń 2JHH nazywa się stałymi geminalnymi (protony przy tym samym atomie węgla, od łac. gemini = bliźniacy), a 3JHH stałymi wicynalnymi (łac. vicinus = sąsiad).
W wyniku oddziaływania spinowo-spinowego pojedyncze sygnały NMR odpowiadające jądrom równocennym chemicznie ulegają rozszczepieniu na multiplety. W widmach protonowych, gdy różnice między przesunięciami chemicznymi sprzęgających się sygnałów są duże w porównaniu ze stałymi sprzężeń, wielkość stałej sprzężenia daje się łatwo odczytać z odległości między sygnałami w multiplecie. Dodatkowo liczba sygnałów multipletu umożliwia stwierdzenie z iloma jądrami sprzęga się dane jądro magnetyczne. Są to tzw. proste układy spinowe.
Jeżeli jednak odległość między sygnałami jest porównywalna ze stałą sprzężeń problemem może okazać się wyznaczenie nie tylko stałych sprzężeń, ale również i samych przesunięć chemicznych (tzw. widma silnie sprzężone). Do przypisywania sygnałów w takich widmach stosuje się wiele złożonych technik NMR, czasem w połączeniu z obliczeniami chemii kwantowej.
Stałe sprzężeń można korelować z budową przestrzenną cząsteczki (np.: korelacja stałych sprzężeń między protonami przez trzy wiązania 3JHH i kątów dwuściennych – tzw. zależność Karplusa).
Ciekawym, a stosunkowo słabo poznanym zjawiskiem są tzw. sprzężenia przez przestrzeń. Zwykle sprzężenia spinowo-spinowe w NMR są przenoszone przez układ wiązań między atomami, przy czym sprzężenia przez cztery wiązania są często poniżej poziomu detekcji. W niektórych jednak cząsteczkach liczba wiązań między dwoma sprzęgającymi się jądrami magnetycznymi jest bardzo duża, a mimo to obserwuje się wyraźne sprzężenia. Zwykle dzieje się tak, jeśli odległość w przestrzeni między sprzęgającymi się jądrami jest niewielka. Takie sprzężenia muszą być więc przenoszone przez przestrzeń (zob. też NOE).

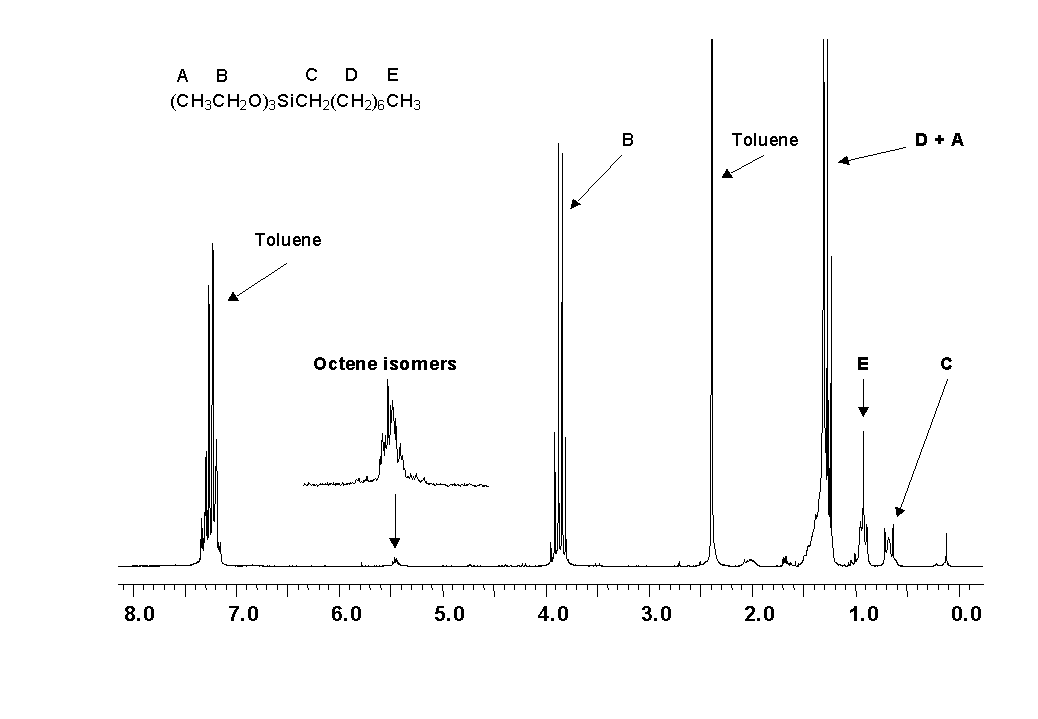
Przykład widma ¹H NMR, wykonanego z użyciem aparatu Bruker DRX500, w CBMiM PAN, w cieczy (trietoksy-1-oktylosilan zanieczyszczony toluenem i izomerami oktenu)

## Rodzaje widm NMR
- Widma jednowymiarowe w fazie ciekłej – analizowana próbka musi być ciekła (sama substancja może być ciekła lub stała, ale do analizy należy ją rozpuścić w rozpuszczalniku deuterowanym, tj. takim, w którym wszystkie lub możliwie wiele protonów zostało zastąpionych deuteronem). Zabieg ten wykonuje się z dwóch powodów. Pierwszy, to konieczność rozcieńczenia protonów przy wykonywaniu widm ¹H. Drugi, to wykorzystanie sygnału deuteru (deuteron też jest jądrem magnetycznie czynnym) do stabilizacji częstotliwości podstawowej spektrometru NMR. Najczęściej rejestruje się widma wodoru ¹H, węgla 13C i fosforu 31P.

- Widma w fazie ciekłej, wielowymiarowe – analizowana substancja musi być rozpuszczona w rozpuszczalniku deuterowanym. Rejestruje się jednocześnie widma pochodzące od dwóch lub więcej rodzajów atomów, co umożliwia obserwację interferencji i sprzężeń między widmami generowanymi przez różne atomy w cząsteczce. Poza tym dosyć często stosuje się widma korelacyjne uwzględniające jądrowy efekt Overhausera co pozwala na określanie z dosyć dobrą skutecznością faktycznych odległości przestrzennych pomiędzy oddziaływających ze sobą w ten sposób jądrami. Widma tego typu są szczególnie przydatne w ustalaniu przestrzennej struktury cząsteczek o złożonej budowie.

- Widma w fazie stałej – analizowana substancja jest ciałem stałym – umożliwia ona np. obserwację sposobu uporządkowania kryształów. Ze względu na to, że w ciele stałym praktycznie każdy atom jest w nieco innym otoczeniu chemicznym jest to technika trudna, wymagająca m.in. stosowania „tricków” z wycinaniem szumu z widm.

Podstawową techniką rejestracji widm w fazie stałej jest technika CP-MAS (ang. Cross Polarization Magic Angle Spinning). W technice tej wykorzystuje się zjawisko cross-polaryzacji, czyli „przeniesienia” polaryzacji z jądra protonu (bardzo czuły) na mniej czułe jądra, np.: 13C, 14N, 29Si. Wykorzystanie tego zjawiska podnosi w znacznym stopniu czułość pomiaru. Aby otrzymane widma miały dobrą rozdzielczość, wykorzystuje się wirowanie próbki pod kątem 54°44,1′, tzw. kątem magicznym (ang. magic angle) (w stosunku do pola magnetycznego B0). Sproszkowana, krystaliczna, amorficzna próbka jest ustawiona pod „magicznym kątem” do pola magnetycznego i obracana z szybkością ponad 5 kHz.
Spektroskopia ¹H NMR stanu stałego jest metodą trudniejszą niż 13C z powodu większej liczby izotopów wodoru, które dają więcej oddziaływań wzajemnych: protonowych, homojądrowych i dipolarnych. Problem ten również został rozwiązany poprzez metodę zwaną CRAMPS (ang. Combined Rotational and Multiple Pulse Microscopy). Podobne rezultaty uzyskano poprzez redukcję liczby protonów w wyniku podstawienia deuterem. Jest to tak zwane spinowe rozcieńczenie deuterowe (ang. Deuterium Spin Dilution), które jest często łączone z metodą „Magic Angle Spinning”.
Obecnie możliwe są pomiary przy prędkości wirowania próbki do 35 kHz. Otrzymane w ten sposób widma fazy stałej są już bardzo podobne do widm uzyskanych w fazie ciekłej.

## Właściwości magnetyczne typowych jąder wykorzystywanych w spektroskopii NMR[2]
| Izotop | Występowanie w przyrodzie (%) | Liczba spinowa l | Moment magnetyczny μ | Elektryczny moment kwadrupolowy (e×10−24 cm²) | Częstotliwość absorpcji w polu 7 T (MHz) | Względna czułość |
| ------ | ----------------------------- | ---------------- | -------------------- | --------------------------------------------- | ---------------------------------------- | ---------------- |
| 1H     | 99,984                        | 1/2              | 2,79628              |                                               | 300,13                                   | 1                |
| 2H     | 0,016                         | 1                | 0,85739              | 2,8 × 10−3                                    | 46,07                                    | 0,0964           |
| 10B    | 18,8                          | 3                | 1,8005               | 7,4 × 10−2                                    | 32,25                                    | 0,0199           |
| 11B    | 81,2                          | 3/2              | 2,6880               | 2,6 × 10−2                                    | 96,29                                    | 0,165            |
| 12C    | 98,9                          | 0                |                      |                                               |                                          |                  |
| 13C    | 1,1                           | 1/2              | 0,70220              |                                               | 75,47                                    | 0,0159           |
| 14N    | 99,64                         | 1                | 0,40358              | 7,1 × 10−2                                    | 21,68                                    | 0,00101          |
| 15N    | 0,37                          | 1/2              | −0,28304             |                                               | 30,41                                    | 0,00104          |
| 16O    | 99,76                         | 0                |                      |                                               |                                          |                  |
| 17O    | 0,0317                        | 5/2              | −1,8930              | −4,0 × 10−3                                   | 40,69                                    | 0,0291           |
| 19F    | 100                           | 1/2              | 2,6273               |                                               | 282,40                                   | 0,834            |
| 28Si   | 92,28                         | 0                |                      |                                               |                                          |                  |
| 29Si   | 4,70                          | 1/2              | −0,55548             |                                               | 59,63                                    | 0,0785           |
| 31P    | 100                           | 1/2              | 1,1205               |                                               | 121,49                                   | 0,0664           |
| 35Cl   | 75,4                          | 3/2              | 0,92091              | −7,9 × 10−2                                   | 29,41                                    | 0,0047           |
| 37Cl   | 24,6                          | 3/2              | 0,68330              | −6,2 × 10−2                                   | 24,48                                    | 0,0027           |

1H, 13C, 15N, 19F i 31P są jądrami o największym znaczeniu w spektroskopii NMR:
- 1H z uwagi na dużą czułość i występowanie w licznych związkach chemicznych,
- 13C ze względu na to, że węgiel jest głównym składnikiem związków organicznych (mimo iż 13C ma niewielką zawartość w stosunku do izotopu 12C, którego spin równy jest zero, i jest nieaktywny w NMR),
- 15N z uwagi na występowanie azotu w kluczowych w biochemii związkach: białkach i DNA (mimo iż 15N ma znikomą zawartość w stosunku do izotopu 14N, który ma niezerowy moment kwadrupolowy, co powoduje poszerzenie sygnałów NMR),
- 19F z uwagi na dużą czułość,
- 31P z uwagi na częste występowanie we związkach organicznych (w tym DNA) i dość dużą czułość.